# باتلمون
باتلمون (به فرانسوی: Bathelémont) یک کمون (فرانسه) در فرانسه است که در canton of Arracourt واقع شده‌است. باتلمون ۶٫۶ کیلومتر مربع مساحت دارد ۲۴۳ متر بالاتر از سطح دریا واقع شده‌است.